# 검은 사제들: 지옥의 문
《검은 사제들: 지옥의 문》(Gates of Darkness)은 미국, 프랑스에서 제작된 돈 E. 폰트르로이 감독의 2019년 공포 영화이다. 토빈 벨 등이 주연으로 출연하였다.

## 출연
- 랜디 셸리
- 토빈 벨
- 에이드리엔 바보
- 알리샤 부
- 존 새비지
- 브랜던 비머
- 레슬리 앤 다운